# Ina Bierstedt
Ina Bierstedt (* 24. Dezember 1965 in Salzwedel) ist eine deutsche Künstlerin und Kuratorin. Ihr künstlerischer Fokus liegt auf Fragen der Differenzierung und Aktualisierung ästhetischer Erinnerungsarbeit.

## Werdegang
Ina Bierstedt ist in der DDR aufgewachsen und reiste 1984 aus. In der DDR war sie in der kirchlichen Friedensbewegung aktiv. Nach dem Abitur am Berlin-Kolleg studierte sie von 1995 bis 2001 Bildende Kunst an der Hochschule der Künste Berlin bei Walter Stöhrer und Katharina Sieverding. Ein Auslandsstipendium führte Ina Bierstedt 1999 ans Chelsea College of Art and Design nach London. Als Meisterschülerin von Katharina Sieverding schloss sie ihr Studium 2001 an der Universität der Künste Berlin ab.
Seit 2010 lehrt Ina Bierstedt Malerei an der Universität der Künste Berlin. Zudem hatte sie von 2017 bis 2019 eine Vertretungsprofessur im Studiengang Bildende Kunst an der Kunsthochschule Kassel inne. Seit dem Wintersemester 2024 ist Bierstedt Gastprofessorin am Institut Kunst der Universität der Künste Berlin.
Ina Bierstedt wurde mit zahlreichen Stipendien und Förderungen ausgezeichnet. So war sie von 1996 bis 2001 Stipendiatin des Evangelischen Studienwerks Villigst e.V. Von 2003 bis 2005 erhielt Bierstedt das Atelierstipendium der Karl Hofer Gesellschaft und 2005 wurde sie zur Teilnahme am Goldrausch Künstlerinnenprojekt ausgewählt. 2007 erhielt sie das Arbeitsstipendium für Bildende Künstler des Berliner Senats, 2022 das Recherchestipendium des Berliner Senats und 2024 das Stipendium der Stiftung Kunstfonds. Für den Marianne-Werefkin-Preis war Ina Bierstedt 2015 nominiert und 2024 stand sie auf der Shortlist des Losito Kunstpreises.
Gemeinsam mit den Künstlerinnen Alena Meier und Bettina Carl hat Ina Bierstedt 2001 die Berliner Künstlerinneninitiative CAPRI ins Leben gerufen. CAPRI realisierte zunächst von 2001 bis 2006 im gleichnamigen Projektraum für zeitgenössische Kunst insgesamt mehr als 70 Ausstellungen. Bis heute sind Bierstedt und Carl mit internationalen institutionellen Ausstellungsprojekten aktiv. Hierfür erhielten sie zahlreiche öffentliche Förderungen.
Von 2019 bis 2022 war Ina Bierstedt im Beirat des Vereins der Berliner Künstlerinnen 1867 e.V. Von 2020 bis 2023 war sie geschäftsführender Vorstand des Internationalen Künstlergremiums IKG. Sie engagiert sich seit 2021 im Fachausschuss für Arbeit und Soziales des Deutschen Kulturrats.

## Künstlerische Arbeit
In Ina Bierstedts Werk dominiert von Beginn an die Landschaftsmalerei. „Der Fokus der Malerin liegt hierbei nicht auf der Abbildung von Landschaft(en), sondern auf der Konstruktion von Territorien und piktorialen Bildsystemen, die an der Schnittstelle von Natur und Kultur sowie deren Interferenzen entstehen.“ Grundlage ihrer Arbeit bildet ein seit Langem angelegtes Archiv, das eigene Fotografien und mediale Bilder umfasst. Ihre seit 2004 entstandenen bühnenartigen Landschaften weisen ungewöhnliche Perspektiven und Spiegelungen auf. „Die Natur in Ina Bierstedts Bildern setzt sich aus Versatzstücken zusammen, die bereits durch andere Medien überliefert wurden.“ Dabei erkundet sie in ihren Raumanordnungen die Möglichkeiten eines unvoreingenommenen Sehens.
Mit ihrem 2013 begonnenen Projekt Verspiegelte Fenster verfolgt Ina Bierstedt eine Aktualisierung ästhetischer Erinnerungsarbeit aus malerischer Perspektive. Für dieses Projekt arbeitete sie mit der Bildhauerin Anna Gollwitzer und der Kunsthistorikerin Claudia Beelitz zusammen. Ausgangspunkt ist das Werk ihres Vaters Wolfgang Bierstedt (1936–1983), der jenseits des offiziellen Kunstbetriebs der DDR als Maler und Grafiker tätig war. Die Erinnerung ist für Ina Bierstedt hier sowohl Auslöser als auch Gegenstand künstlerischer Untersuchung.
Die ästhetische Erinnerungsarbeit vollzieht sich bei Bierstedt seither gleichzeitig auf unterschiedlichen Ebenen. Sie greift Malerei und deren Präsentationsbedingungen aus dem frühen 20. Jahrhundert auf oder sie malt auf Tarnstoffen, deren militärische Provenienz unmittelbar zur Anschauung kommt. Historische Objekte wie beispielsweise Glasfunde führen Bierstedt in den letzten Jahren immer stärker zum Thema Handwerk. Dabei interessieren sie nicht nur die historischen Funde selbst, sondern auch die Bedingungen ihrer Entstehung. Hiervon zeugen u. a. ihre Bilder von Kohlemeilern, die von den harten Bedingungen der Holzkohlegewinnung zeugen.
Ina Bierstedt erschließt in ihrer Arbeit ein künstlerisches wie kulturanthropologisches Feld, wobei sie intensive Recherchen mit assoziierenden Methoden verbindet. Hierbei wendet sie unterschiedliche malerische Techniken an und bezieht Medien wie Text, Installation und Video ein.

## Ausstellungen (Auswahl)
- 2025: States of Uncertain Domesticities, Haus Kunst Mitte, Berlin (G)

- States of Uncertain Domesticities, Brno House of Arts (G)
- Gläsern, Schloss Biesdorf, Berlin, kuratiert von Harald F. Theiss (G)
- 2024: Losito Kunstpreis, Shortlist und PreisträgerInnen, di Galerie, Berlin (G)
- Futur zwei, Galerie Coucou und Kunsttempel, Kassel (G)
- Hinderniswolken, Kunstverein Bellevue-Saal, Wiesbaden, mit Anna Holzhauer (E)
- 2023: Was die Farbe verrät, Kunstverein Lüneburg (E)
- 2022: Worin unsere Stärke besteht - Fünfzig Künstlerinnen aus der DDR, Kunstraum Kreuzberg, Berlin (G)
- 2021: Fit durch Wunder, Laura Mars Gallery, Berlin (G)
- 2017: Ina Bierstedt / Entlegene Ecken, dkw. Kunstmuseum Dieselkraftwerk Cottbus, Cottbus (E)
- 2015: Kompliment, Wolfgang Bierstedt (1936–1983) künstlerisch reflektiert von Ina Bierstedt, Johann-Friedrich-Danneil-Museum, Salzwedel (E)
- Marianne-Werefkin-Preis 2015, Ausstellung der Nominierten, Haus am Kleistpark, Berlin (G)
- Streuflüsse, The Brno House of Arts, Dům umění města Brna, Tschechische Republik (G)
- 2013: Le peintre de la vie moderne, Galerie Jochen Hempel, Leipzig (G)
- 2012: Alles Wasser, SØR Rusche Sammlung Oelde/Berlin und Galerie Mikael Andersen, Berlin (G)
- 2011: I Know what you dont see, Futura, Centre for Contemporary Arts Prague, Tschechische Republik (G)
- Ich weiss was du nicht siehst, Kunstraum Kreuzberg/Bethanien, Berlin (G)
- 2008: Neue Arbeiten aus der Sammlung im Willy-Brandt-Haus, Berlin (G)
- 2007: Förderkohle, Neuer Berliner Kunstverein, Berlin (G)
- 2006: emerging artists: Hot Spots 05, Essl Museum, Klosterneuburg bei Wien, Österreich (G)
- Goldrausch 2005, Kunstraum Kreuzberg/Bethanien, Berlin (G)
- Le peintre de la vie moderne, Museum De Paviljoens, Almere, Niederlande (G)
- 2004: Stipendiaten der Karl-Hofer-Gesellschaft, Haus am Kleistpark, Berlin (G)

## Arbeiten in privaten und öffentlichen Sammlungen (Auswahl)
- Sammlung Frisch, Berlin
- Sammlung Birgit Möckel, Berlin
- Sammlung Julietta Scharf, Berlin
- SØR Rusche Sammlung Oelde/Berlin
- UBS Art Collection, London
- Sammlung im Willy-Brandt-Haus, Berlin